# G-60
G-60 ist eine grönländische Rockband.

## Geschichte
G-60 wurde 1983 in Nuuk von Frontmann, Sänger und Gitarrist Eigil Petersen, Gitarrist Jacob Johansen, Keyboarder Pele Madsen, Bassist Mike Holm und Schlagzeuger Hans Rosenberg gegründet. Die Besetzung der Band änderte sich im Laufe der Jahre regelmäßig. Kurz nach der Gründung, als die Band noch keinen Namen hatte, kam Ulf Fleischer als Frontsänger hinzu. In dieser Zeit entstand der Bandname, der sich auf die G60-Politik bezieht. Die Band kann als letzte Band der grönländischen politisch motivierten Musikergeneration angesehen werden, die von Bands wie Sumé vertreten wurde, aber nach Einführung der Hjemmestyre 1979 ihre Grundlage verloren hatte. Kurz darauf verließ Ulf Fleischer die Band wieder und Eigil Petersen wurde wieder Frontsänger. 1985 gewann die Band einen Rockmusikwettbewerb in Nuuk und gewann somit an Bekanntheit in Grönland. Kurz darauf verließ Keyboarder Pele Madsen die Band und wurde durch Aqqa Johansen aus der Band Qarsoq ersetzt. In den ersten Jahren war die Band eine reine Liveband, abgesehen von einigen Beiträgen auf Sammelalben mit anderen Musikern.
Erst 1987 erschien das Debütalbum G-60, das vom Studiotechniker Kim Larsen produziert wurde. Mike Holm war dabei von Tuka Lynge von der Band Simik ersetzt worden. Anschließend verließ auch Jacob Johansen die Band und wurde durch Michael Hansen ersetzt. Zudem stieß die Sängerin Heidi Larsen zur Band hinzu, während Aqqa Johansen sie wieder verließ, während Bassist Tuka Lynge auch dessen Keyboard übernahm. Gemeinsam mit Ulf Fleischer veröffentlichte die Band 1988 die Single Inuuneq für die AIDS-Kampagne Paarisa.
1990 erschien das zweite Album Namminersorneq („Selbstständigkeit“), das von der grönländischen Regierung finanziert worden war. Auf dem Album war Aqqa Johansen als Keyboarder zurückgekehrt, Tuka Lynge hatte die Band verlassen und war durch Jorsi Sørensen von der Band Inua ersetzt worden, Hans Rosenberg war durch Ove Heilmann ersetzt worden und Jakob Søltoft war neu als Gitarrist dabei.
1997 veröffentlichte G-60 das dritte Album Kinauvit? („Wer bist du?“). Auf dem Album wirkten die jungen Sängerinnen Nina Kreutzmann Jørgensen, Julie Berthelsen und ihre Schwester Krissie Berthelsen als Sängerinnen mit. Als Keyboarder war diesmal Lars Peter Stubkjær dabei.
2009 veröffentlichte G-60 das Remakealbum Namminiilivinneq (etwa „wirklich selbstständig werden“) mit ihren größten Hits. Die Band gibt gelegentlich noch Konzerte.
Eigil Petersen erhielt 2001 den Ehrenpreis der Koda Awards. 2007 ging dieser an Jorsi Sørensen, der auch als Produzent bekannt ist.

## Diskografie (Alben)
- 1987: G-60
- 1990: Namminersorneq
- 1997: Kinauvit?
- 2009: Namminiilivinneq